# Ічнянський національний природний парк
Ічня́нський націона́льний парк — національний парк в Україні. Розташований неподалік від міста Ічня Чернігівської області, у верхів'ї річки Удай.
Парк створено з метою збереження, відтворення та раціонального використання характерних типових лісостепових природно-ландшафтних та історико-культурних комплексів.

## Історія створення і загальна площа
Ічнянський національний природний парк створено за Указом Президента України від 21 квітня 2004 року № 464. Загальна площа парку становить 9665,8 га, у тому числі 4686,1 га земель, що надані парку в постійне користування, та 4979,7 га земель, включених до його складу без вилучення у землекористувачів (дендрологічний парк загальнодержавного значення «Тростянець» — 204,7 га та Прилуцьке державне лісогосподарське підприємство 4775,0 га).
У парку працюють 55 осіб, у тому числі в науковому підрозділі — 1, у службі охорони — 5.
Є колективним членом Асоціації природоохоронних територій України.

### Дендропарк «Тростянець»
Дендропарк «Тростянець» — один з найбільших за площею та кількістю порід дендрологічних центрів України, база для наукової роботи з паркознавства, дендрології, насінництва. На його території представлені близько 1700 деревних та чагарникових порід та їхніх різновидів, 250 сортів декоративних квіткових рослин. При цьому за чисельністю садово-декоративних форм хвойних дерев, яких тут понад 100, парк займає перше місце в Україні. На території дендропарку розташовано непрацюючий дитячий ендокринологічний санаторій «Тростянець».

## Територія та рельєф
Національний парк розташований на північному заході Лівобережно-Дніпровської лісостепової провінції в басейні річки Удай.
Згідно з функціональним зонуванням у парку виділено: заповідну зону (площа 2140,0 га), зону регульованої рекреації (площа 7324,7 га), зону стаціонарної рекреації (площа 35,0 га) та господарську зону (площа 166,1 га).
У системі фізико-географічного районування основна територія національного природного парку розташована в межах Ніжинсько-Бахмацького району Північно-Дніпровської терасової низовинної області Лівобережно-Дніпровської лісостепової фізико-географічної провінції Лісостепової зони, а територія дендрологічного парку «Тростянець», який розташований на відстані близько 50 км від основної території,— в межах Ічнянсько-Лохвицького району Північно-Полтавської підвищеної області Лівобережно-Дніпровської лісостепової фізико-географічної провінції.
За геоботанічним районуванням України Ічнянський національний природний парк розташований у Прилуцько-Лохвицькому геоботанічному районі Роменсько-Полтавського геоботанічного округу лучних степів, дубових, грабово-дубових (на заході) та дубово-соснових (на терасах річок) лісів і евтрофних боліт Лівобережнопридніпровської підпровінції Східноєвропейської провінції Європейсько-Сибірської лісостепової області Лісостепової зони.
Рельєф території парку рівнинний. На заході — плоскохвиляста, слабо розчленована рівнина з незначною кількістю балок та річкових долин, проте на сході місцевість поступово підвищується і переходить у відроги Середньоросійської височини.

### Території природно-заповідного фонду у складі НПП «Ічнянський»
Нерідко, оголошенню національного парку або заповідника передує створення одного або кількох об'єктів природно-заповідного фонду місцевого значення. В результаті, великий НПП фактично поглинає раніше створені ПЗФ. Проте їхній статус зазвичай зберігають.
До складу території національного природного парку «Ічнянський» входять такі об'єкти ПЗФ України:
- Гідрологічний заказник місцевого значення «Князьки»
- Гідрологічний заказник місцевого значення «Довгий Яр»
- Ландшафтний заказник місцевого значення Урочище «Кути»
- Ландшафтний заказник місцевого значення «Волик»
- Лісовий заказник місцевого значення «Кути»
- Лісовий заказник місцевого значення «Луги»
- Лісовий заказник місцевого значення «Софіївка-Романівщина»
- Заповідне урочище «Софіївка»
- Ботанічна пам'ятка природи місцевого значення «Багатовіковий дуб»

## Ґрунти
Територія парку складена переважно осадовими породами неогенового віку, представленими пісками та глинами. Трапляються чорноземні та підзолисті ґрунти.

## Клімат
Клімат території парку, як і решти Полісся, помірно континентальний, з м'якою зимою та теплим літом. Середньорічна температура повітря становить +6°С, середня температура січня −7°С, липня +19°С, кількість днів з температурою понад +10° — 158, а з температурою −10°С і нижче — 45. Територія парку характеризується помірною зволоженістю. Середня кількість опадів становить 566 мм на рік, з яких 70 % випадає в теплий період року. Висота снігового покриву взимку становить 15—17 см.

## Рослинність
Рослинний покрив на 60 % складають лісові комплекси, що фрагментарно поширені по всій території парку і займають близько 16 % його загальної площі. За складом порід переважають дубово-соснові, дубові та грабово-дубові ліси. На території парку трапляється біологічний феномен співдомінування дуба, граба, клена та липи. Така комбінація порід в інших регіонах України не трапляється. Рідкісним угрупованням є дубово-грабовий ліс барвінковий.
Велике наукове значення мають види, занесені до Червоної книги України: пальчатокорінник м'ясочервоний та травневий, коручка чемерникоподібна, лілія лісова, плаун річний тощо, а також регіонально-рідкісні види. Великої уваги заслуговують види лікарських рослин, що зростають на території парку.

## Галерея

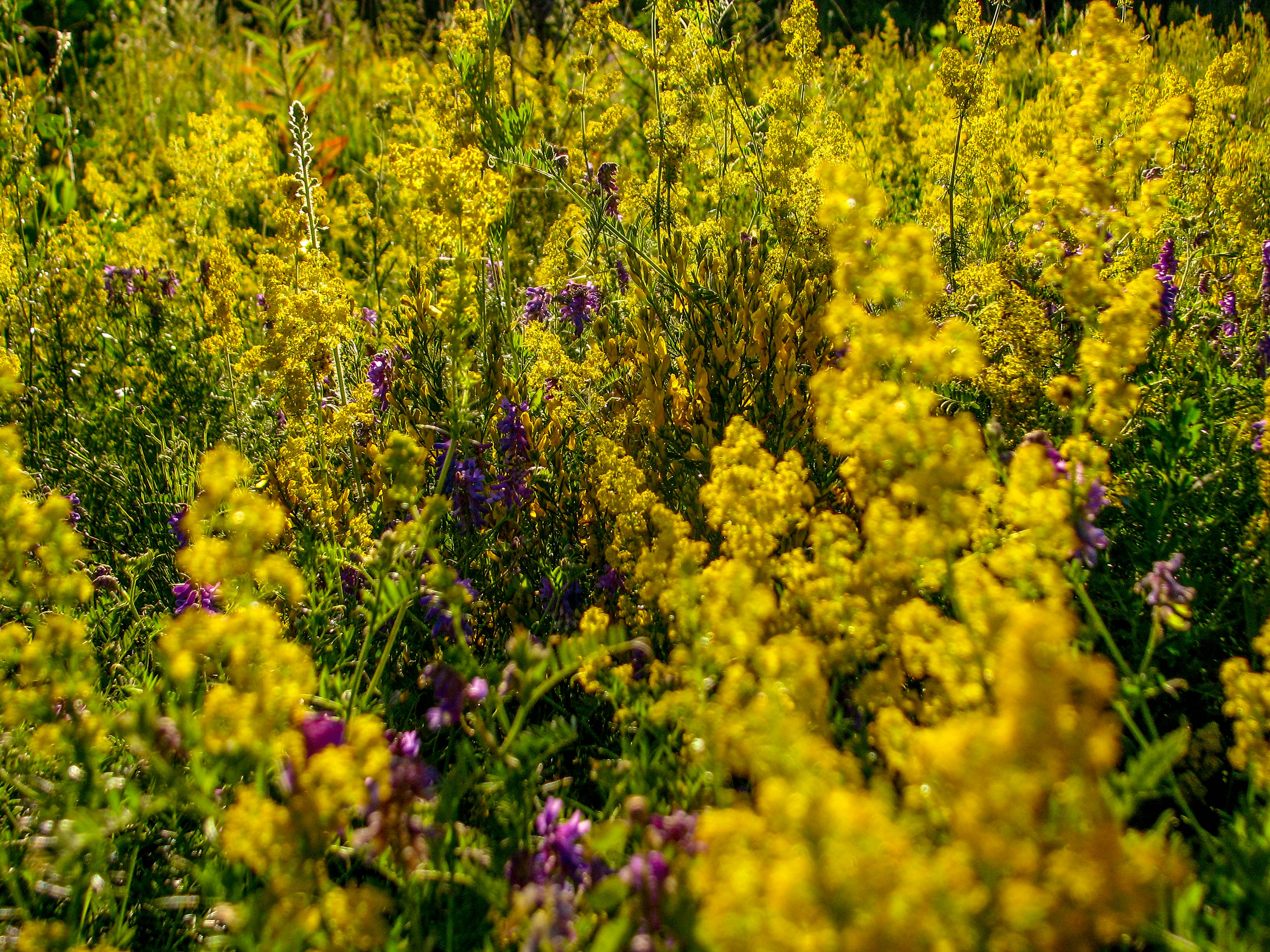
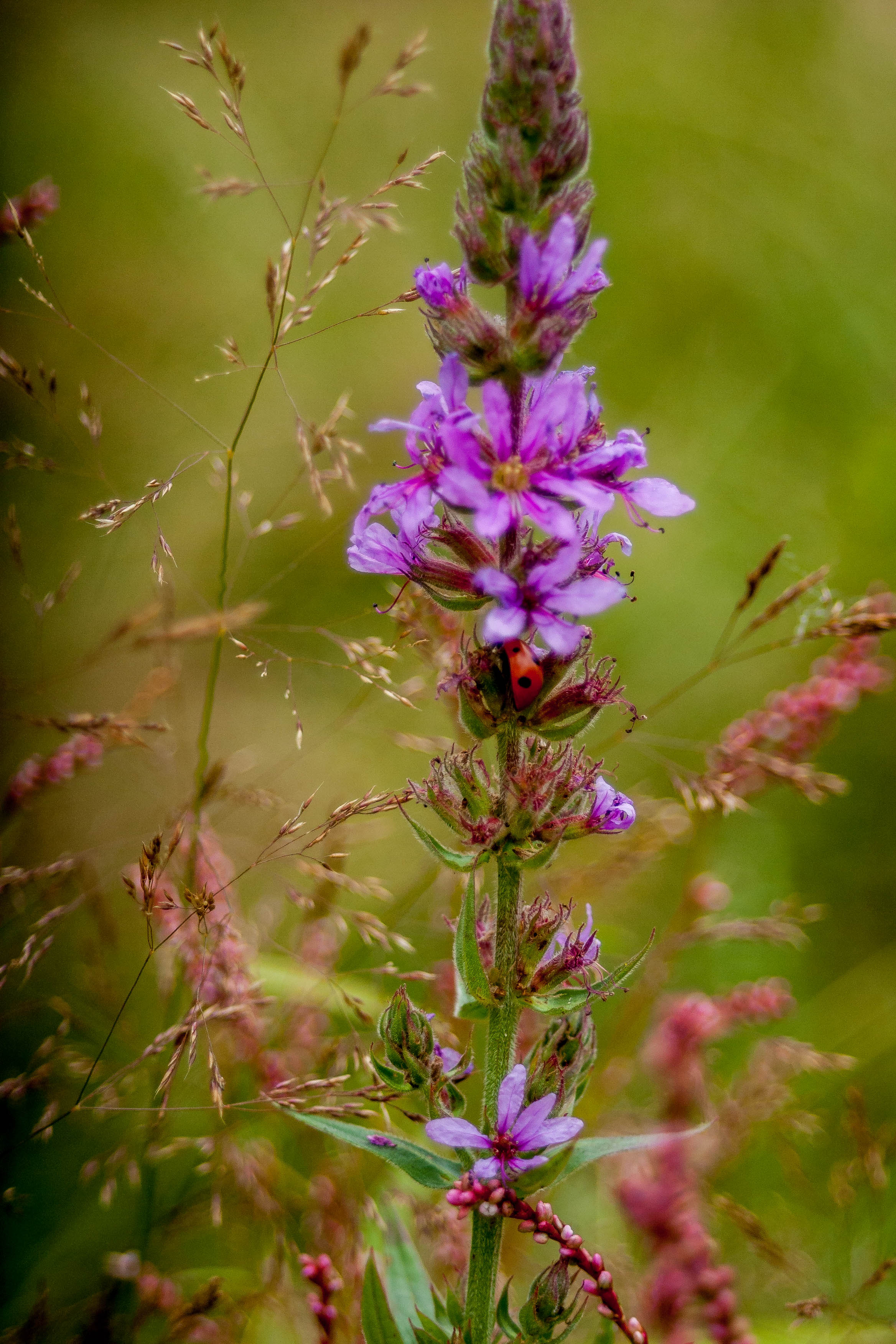
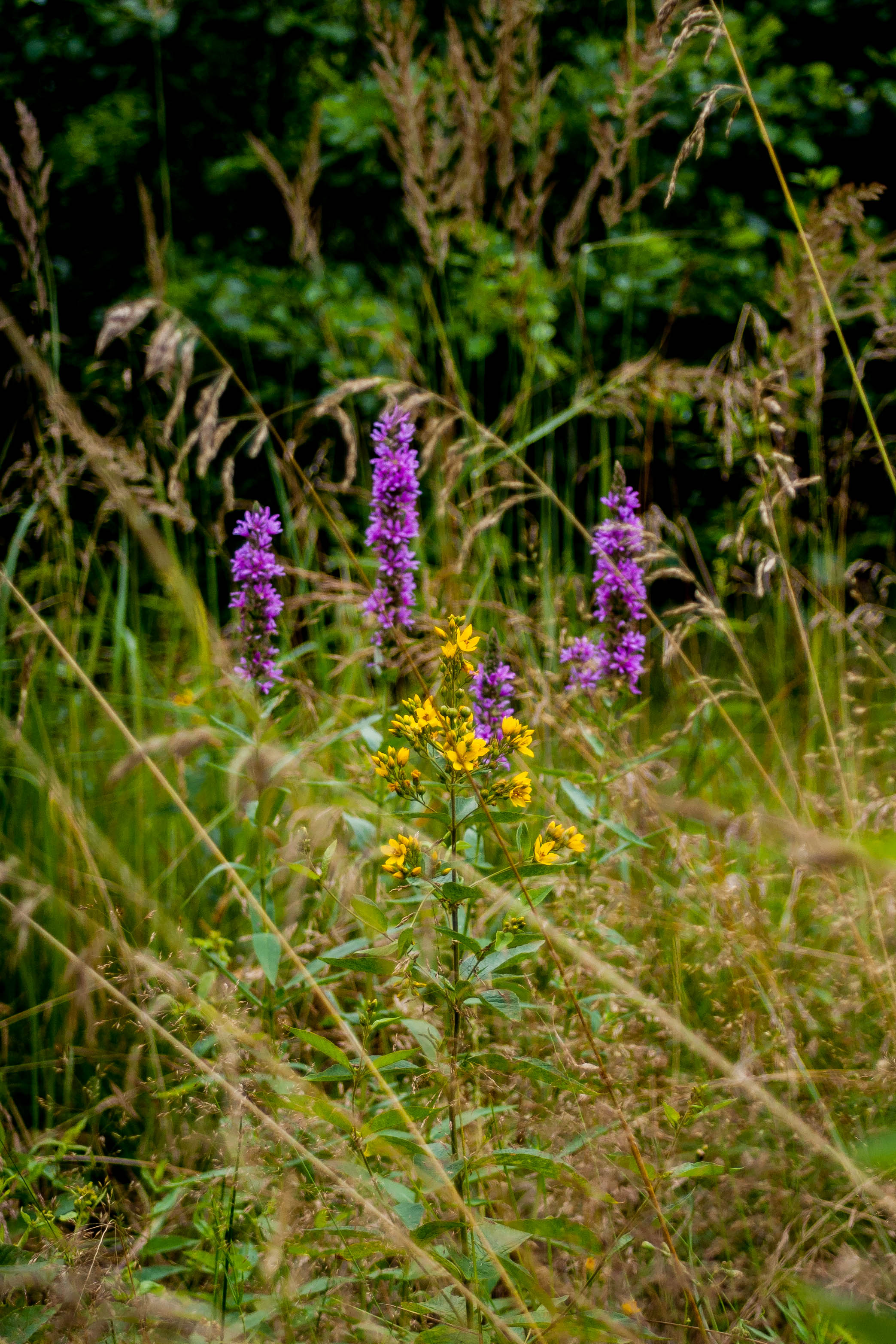
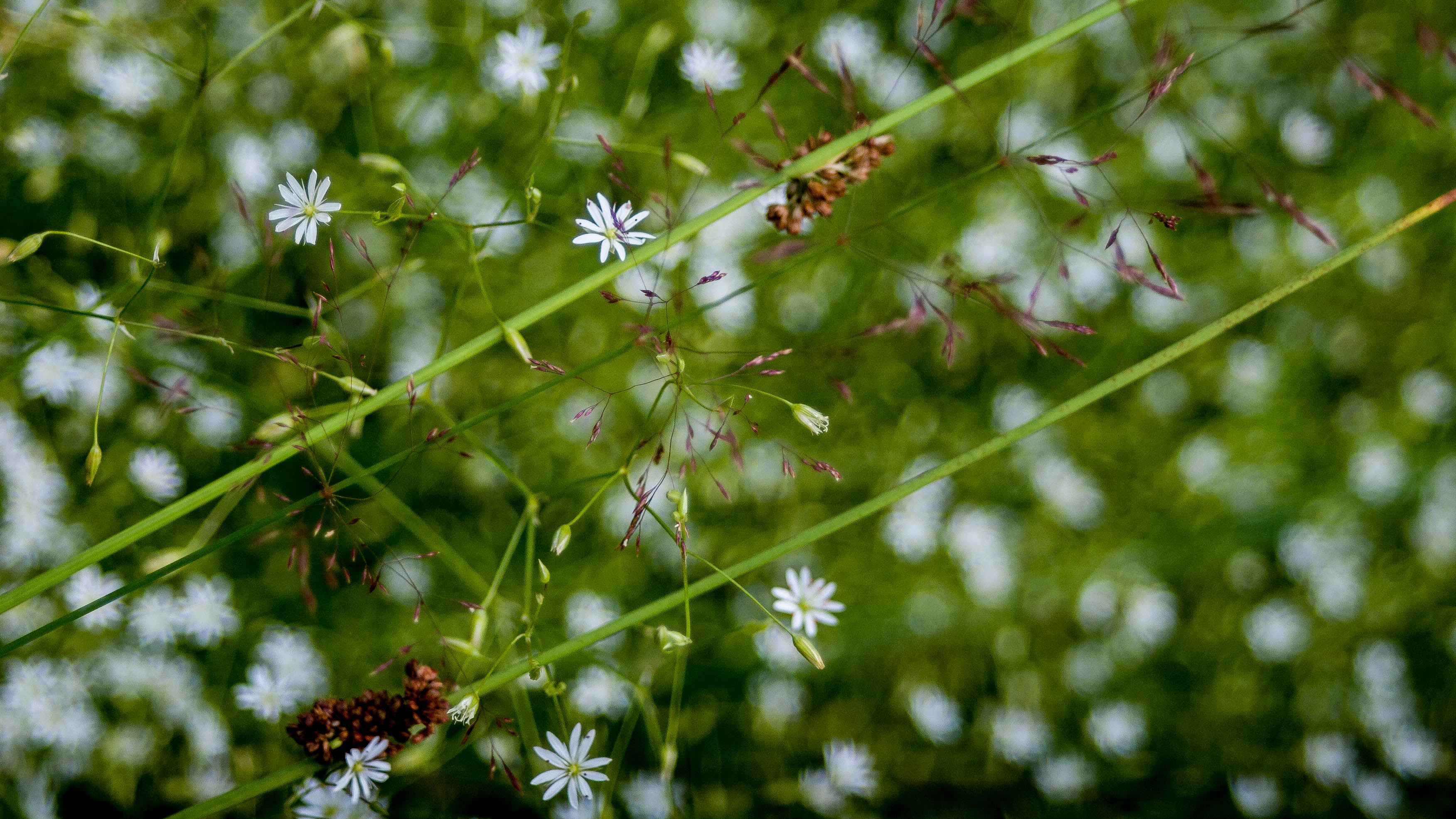
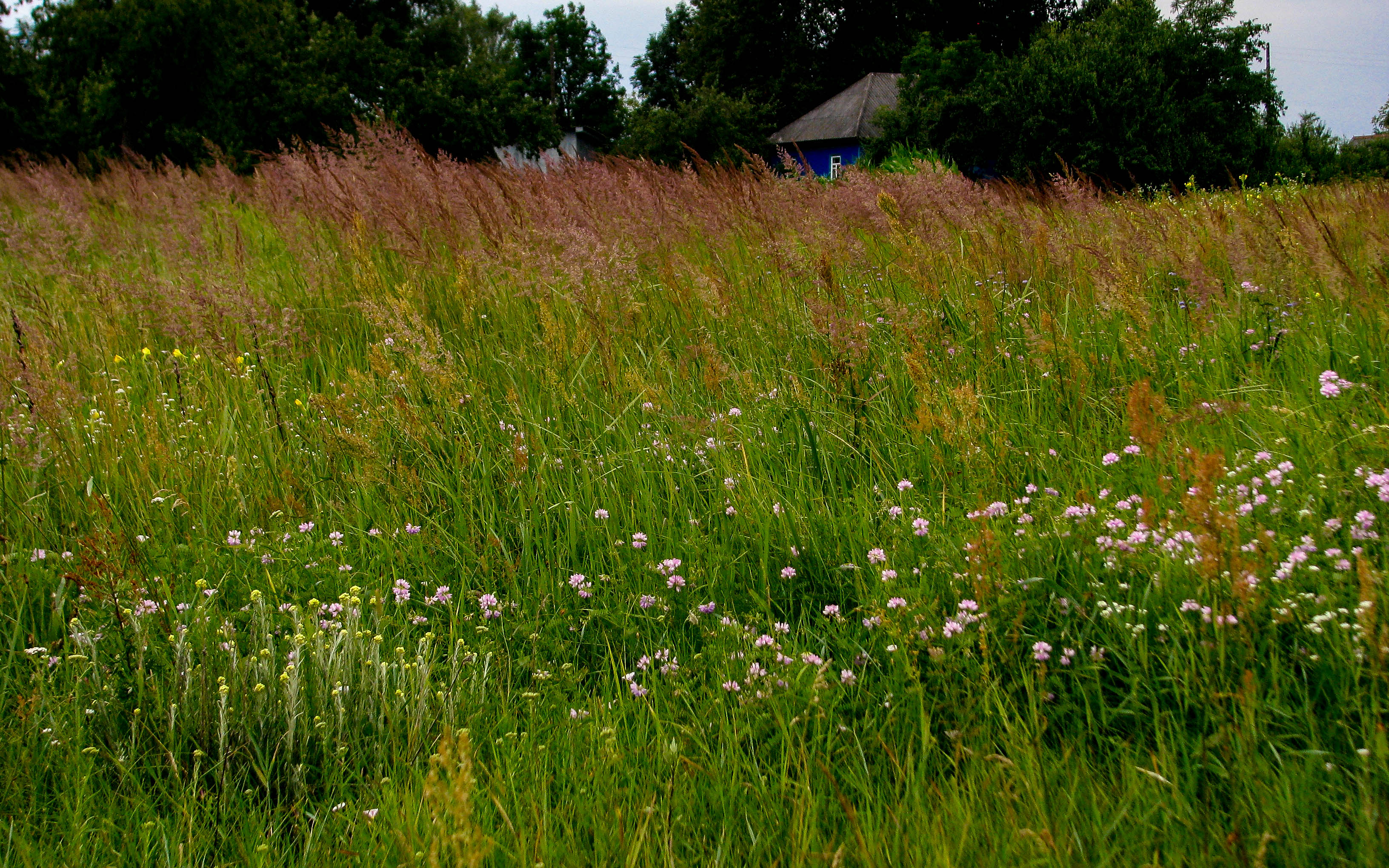

## Ресурси Інтернету
- Офіційний сайт Ічнянського НПП [Архівовано 19 серпня 2011 у Wayback Machine.]
- Інформація про Ічнянський національний парк на сайті ukrainaincognita.com [Архівовано 13 червня 2010 у Wayback Machine.]
- Інформація взята з порталу http://who-is-who.com.ua[недоступне посилання з червня 2019]
- У Ічнянському національному парку годують пташок. Новина з сайту val.ua